# Gorgona (Colombia)
De eilanden Gorgona en Gorgonilla liggen ongeveer 30 kilometer uit de kust van Colombia in de Stille Oceaan. Ze hebben een oppervlakte van ongeveer 24 km² en behoren tot de gemeente Guapí in het departement Cauca.

## Geschiedenis
De namen kregen de eilandjes van Francisco Pizarro, die in 1527 op weg naar Peru op de eilandjes stuitte. Ook in precolumbiaanse tijden waren de eilandjes bekend als schakel tussen Peru en Midden-Amerika. De vele slangen op het eiland, ook tegenwoordig nog onderzoeksdoel, leidden tot talrijke verliezen onder de bemanning van Pizarro. De naam Gorgona verwijst dan ook naar de Gorgonen, die in de Griekse mythologie slangen als haar hadden. Later werden de eilanden een geliefd steunpunt voor piraten, die de vele zoetwaterbeken wisten te waarderen. Simón Bolívar schonk het eiland aan Federico D'Croz als dank voor de bewezen diensten ten behoeve van de onafhankelijkheid van Colombia. In 1959 kocht de staat Colombia het eiland terug, om er een gevangeniseiland met tot 2500 gevangenen van te maken.

## Werelderfgoednominatie
In 1984 werd de strafkolonie gesloten en een jaar later werd het eiland tot Nationaal park verklaard. De eilanden zijn tegenwoordig een geliefd doel voor ecotoerisme. In augustus en september trekken bultruggen aan het eiland voorbij. Tijdens de 30e sessie van de Commissie voor het Werelderfgoed is de nominatie van Gorgona voor de werelderfgoedlijst uitgesteld.